# Per Ankre
Per Axel Ankre (født 4. august 1948 i Trondheim) er en pensioneret norsk håndboldspiller som deltog under Sommer-OL 1972.
Han blev født i Oslo, hvor han fik en cand.scient. i økonomi og forretnings-administration, derudover repræsenterede han også SK Arild. I 1972 var han en del af norges landshold hvor han kom på en 9.- plads i den olympiske turnering. Han spillede i alle fem kampe og scorede ti mål. Efter Sommer-Ol i 1972 spillede han professionelt for Atletico de Madrid indtil 1975. Fra 1975 til 1983 arbejdede han hos skandinaviske Bulk Traders AS. Per Axel Ankre etablerede Scanfiber AS i 1983, et handels-selskab indenfor skovbrug. Scanfiber AS importerede træ-råmateriale til cellulose-og papirindustrien i Europa, og importerede fra oversøiske kilder, herunder handel med papirtræ indenfor for Europa. Per Axel Ankre er gift med Maria Katharina Schenk og har 2 sønner fra et tidligere ægteskab.